# Межерауп-Хрипина, Елена Кирилловна
Елена Кирилловна Межерауп-Хрипина (1902 - 1985) — российская исполнительница вокала сопрано. Заслуженная артистка РСФСР (1937). Солистка Большого театра (1931-1949).

## Биография
Елена Межерауп-Хрипина родилась в 1902 году.
С 1926 года работала солисткой в Оперной студии Большого театра. С 1928 по  1930 годы выступала в качестве солистки Ленинградского театра оперы и балета имени Кирова.
С 1931 по 1949 годы была артисткой оперной труппы Большого театра СССР. Одновременно выступала как концертная солистка. В 1937 году была удостоена звания "Заслуженной артистки РСФСР".
В годы Великой Отечественной войны, артистка выступала с разъездными концертами на передовой. С боевыми частями 4-го Украинского фронта она прошла от Перекопа до Севастополя, от Добромиля через Карпаты до Ужгорода. Участвовала в более 150 концертах для бойцов Советской Армии. Исполняла оперные партии, а также народные и популярные военные песни. Ей было присвоено воинское звание - лейтенант. В 1944 году награждена Орденом Красной Звезды.
В отличие от других солисток того же амплуа - Г. В. Жуковской и Е. Д. Кругликовой, голос Елены Межерауп-Хрипиной ни разу не был записан в опере, наследие этой вокалистки нет на сольных долгоиграющих пластинках и дисках. Всё что осталось в памяти у любителей и поклонников её таланта находится на десяти-пятнадцати записях на довоенных пластинках.
В русском оперном репертуаре она исполняла партии: Ольги («Псковитянка»), Татьяны, Царевны-Лебеди, Панночки ("Майская ночь"), Тамары, Волховой, Прилепы. В операх зарубежных композиторов: Микаэлы, Сюзанны, Мими, Маргариты («Фауст»). Её лучшей ролью была Дездемона в «Отелло».
Умерла в Москве в 1985 году. 

## Награды
- Заслуженная артистка РСФСР (1937).
- Орден Красной Звезды (1944).